# Midias lobodes
Midias lobodes är en kräftdjursart som beskrevs av C. B. Wilson 1911. Midias lobodes ingår i släktet Midias och familjen Caligidae. Inga underarter finns listade i Catalogue of Life.